# Roth (Baviera)
Roth (antigamente, Roth bei Nürnberg) é um município da Alemanha, situado no distrito de Roth, no estado da Baviera. Tem 96,25 km² de área, e sua população em 2019 foi estimada em 25.238 habitantes.